# Растения-индикаторы

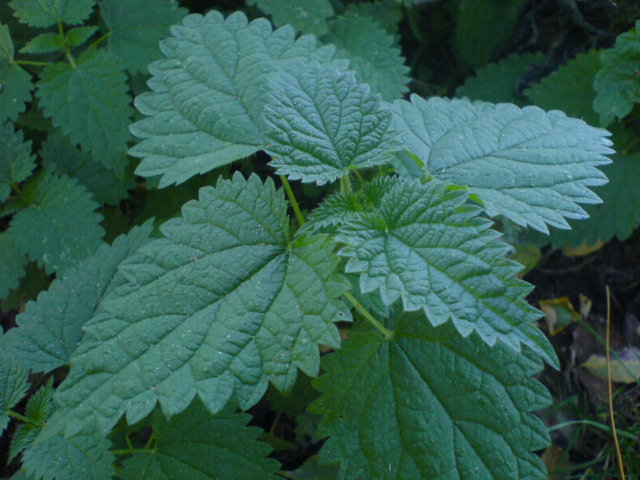
Крапива

Расте́ния-индика́торы, или индикаторные растения, — растения, для которых характерна резко выраженная адаптация к определённым условиям окружающей среды. При наличии таких растений можно качественно или количественно оценить условия окружающей среды.
Понятие об индикаторных растениях, указывающих на присутствие определенных металлов, ввёл геолог, минералог, писатель, генерал-лейтенант граф Михаил Борх (1751—1810).

## Примеры растений-индикаторов
- Почва богата азотом: Крапива двудомная, Подмаренник цепкий, Купырь, Лебеда, Звездчатка средняя, Крестовник, Лютик едкий
- Почва бедна азотом: Очиток, Морковь дикая, Пупавка
- Кислые почвы: Пупавка полевая, Мята полевая, Черника, Эрика, Бухарник, Щавель кислый, Хвощ
- Щелочные почвы: Люцерна посевная, Льнянка, Фиалка полевая
- Известняк: Лютик, Прострел, Молочай-солнцегляд, Люцерна, Льнянка, Мать-и-мачеха
- Влажная почва: Щавель, Бодяк огородный, Сердечник луговой, Купальница европейская
- Заболачивание: Хвощ полевой, Лабазник (Таволга), Мята полевая, Мать-и-мачеха
- Сухие почвы: Ромашка, Полынь
- Солёные почвы: Солерос, Лебеда
- Песчаные почвы: Звездчатка средняя, Коровяк
- Уплотнённые почвы: Подорожник большой, Лютик ползучий, Пырей ползучий, Лапчатка гусиная
- Глинистые и суглинистые почвы: Лютик ползучий, Одуванчик
- Тяжёлые металлы в почве: Фиалка, Анютины глазки, Сон-трава
- Открытый солнечный участок земли: Золотарник канадский
- Затенённый участок земли: Кислица, Сныть обыкновенная

- Корейский кедр является индикатором чрезмерного загрязнения окружающей среды[1]